# Pallavolo ai I Giochi olimpici giovanili estivi - Torneo femminile
Il torneo di pallavolo femminile ai I Giochi olimpici giovanili si è svolta dal 21 agosto al 26 agosto 2010 a Singapore: al torneo hanno partecipato sei squadre nazionali under 18 e la vittoria finale è andata per la prima volta al Belgio.

## Impianti
|                                                                           |  |  |
|                                                                           |  |  |
| Toa Payoh Sports Hall Città: Singapore Capienza: 2 000 Anno d'apertura: ? |  |  |

## Regolamento

### Formula
La formula ha previsto:
- Fase a gironi, disputata con girone all'italiana: le prime due classificate di ciascun girone hanno acceduto alla fase finale per il primo posto, mentre le due terze classificate hanno acceduto alla finale per il quinto posto.

### Criteri di classifica
Alle formazioni vincenti sono stati assegnati 2 punti, mentre a quelle perdenti è stato assegnato 1 punto.
L'ordine del posizionamento in classifica è stato definito in base a:
- Punti;
- Numero di partite vinte;
- Ratio dei set vinti/persi;
- Ratio dei punti realizzati/subiti;
- Risultati degli scontri diretti.

## Squadre partecipanti
| Squadra     | Qualificazione                                  | Ultima partecipazione |
| ----------- | ----------------------------------------------- | --------------------- |
| Belgio      | 1ª al campionato europeo under 18 2009          | Debutto               |
| Egitto      | Vincitrice qualificazioni africane              | Debutto               |
| Giappone    | Vincitrice qualificazioni asiatiche e oceaniane | Debutto               |
| Perù        | 2ª al campionato sudamericano under 18 2008     | Debutto               |
| Singapore   | Paese organizzatore                             | Debutto               |
| Stati Uniti | Vincitrice qualificazioni nordamericane         | Debutto               |

## Torneo

### Fase a gironi
| Girone A  | Girone B    |
| --------- | ----------- |
| Giappone  | Belgio      |
| Perù      | Egitto      |
| Singapore | Stati Uniti |

#### Girone A

##### Risultati
| 21 agosto 2010 Toa Payoh Sports Hall, Singapore Durata: 1h:00 - Spettatori: 1 700 | Singapore | 0 - 3 | Perù     | 11-25, 13-25, 12-25 |
| 22 agosto 2010 Toa Payoh Sports Hall, Singapore Durata: 1h:02 - Spettatori: 1 800 | Singapore | 0 - 3 | Giappone | 9-25, 16-25, 9-25   |
| 23 agosto 2010 Toa Payoh Sports Hall, Singapore Durata: 1h:25 - Spettatori: 1 250 | Perù      | 3 - 0 | Giappone | 25-22, 25-19, 25-18 |

##### Classifica
| Pos. | Squadra   | Pt | G | V | P | SV | SP | Ratio | PF  | PS  | Ratio |
| ---- | --------- | -- | - | - | - | -- | -- | ----- | --- | --- | ----- |
| 1    | Perù      | 4  | 2 | 2 | 0 | 6  | 0  | MAX   | 150 | 95  | 1,579 |
| 2    | Giappone  | 3  | 2 | 1 | 1 | 3  | 3  | 1,000 | 134 | 109 | 1,229 |
| 3    | Singapore | 2  | 2 | 0 | 2 | 0  | 6  | 0,000 | 70  | 150 | 0,467 |

#### Girone B

##### Risultati
| 21 agosto 2010 Toa Payoh Sports Hall, Singapore Durata: 0h:59 - Spettatori: 1 650 | Belgio | 3 - 0 | Egitto      | 25-11, 25-12, 25-10               |
| 22 agosto 2010 Toa Payoh Sports Hall, Singapore Durata: 2h:06 - Spettatori: 1 500 | Belgio | 2 - 3 | Stati Uniti | 22-25, 25-15, 20-25, 25-18, 11-15 |
| 23 agosto 2010 Toa Payoh Sports Hall, Singapore Durata: 1h:15 - Spettatori: 1 200 | Egitto | 0 - 3 | Stati Uniti | 18-25, 19-25, 23-25               |

##### Classifica
| Pos. | Squadra     | Pt | G | V | P | SV | SP | Ratio | PF  | PS  | Ratio |
| ---- | ----------- | -- | - | - | - | -- | -- | ----- | --- | --- | ----- |
| 1    | Stati Uniti | 4  | 2 | 2 | 0 | 6  | 2  | 3,000 | 173 | 163 | 1,061 |
| 2    | Belgio      | 3  | 2 | 1 | 1 | 5  | 3  | 1,667 | 178 | 131 | 1,359 |
| 3    | Egitto      | 2  | 2 | 0 | 2 | 0  | 6  | 0,000 | 93  | 150 | 0,620 |

### Fase finale
|  | Semifinali | Semifinali  | Semifinali |             |    | Finale          | Finale          | Finale          |  |
|  |            |             |            |             |    |                 |                 |                 |  |
|  | 1A         | Perù        | 1          |             |    |                 |                 |                 |  |
|  | 1A         | Perù        | 1          |             |    |                 |                 |                 |  |
|  | 2B         | Belgio      | 3          |             |    |                 |                 |                 |  |
|  | 2B         | Belgio      | 3          |             | 2B | Belgio          | 3               |                 |  |
|  |            |             |            |             | 2B | Belgio          | 3               |                 |  |
|  |            |             | 1B         | Stati Uniti | 1  |                 |                 |                 |  |
|  | 1B         | Stati Uniti | 1B         | Stati Uniti | 1  | 3               |                 |                 |  |
|  | 1B         | Stati Uniti |            |             |    | 3               |                 |                 |  |
|  | 2A         | Giappone    | 0          |             |    | Finale 3º posto | Finale 3º posto | Finale 3º posto |  |
|  | 2A         | Giappone    | 0          |             |    |                 |                 |                 |  |
|  |            |             |            |             |    |                 |                 |                 |  |
|  |            |             |            |             |    | 1A              | Perù            | 3               |  |
|  |            |             |            |             |    | 1A              | Perù            | 3               |  |
|  |            |             |            |             |    | 2A              | Giappone        | 1               |  |

#### Semifinali
| 24 agosto 2010 Toa Payoh Sports Hall, Singapore Durata: 1h:44 - Spettatori: 1 300 | Perù        | 1 - 3 | Belgio   | 19-25, 25-19, 21-25, 22-25 |
| 24 agosto 2010 Toa Payoh Sports Hall, Singapore Durata: 1h:18 - Spettatori: 1 500 | Stati Uniti | 3 - 0 | Giappone | 25-20, 25-23, 25-22        |

#### Finale 5º posto
| 25 agosto 2010 Toa Payoh Sports Hall, Singapore Durata: 1h:48 - Spettatori: 1 100 | Singapore | 1 - 3 | Egitto | 25-20, 18-25, 19-25, 19-25 |

#### Finale 3º posto
| 25 agosto 2010 Toa Payoh Sports Hall, Singapore Durata: 1h:54 - Spettatori: 1 900 | Perù | 3 - 1 | Giappone | 22-25, 30-28, 25-11, 25-17 |

#### Finale
| 26 agosto 2010 Toa Payoh Sports Hall, Singapore Durata: 1h:43 - Spettatori: 2 000 | Belgio | 3 - 1 | Stati Uniti | 17-25, 25-20, 25-18, 25-12 |

## Classifica finale
| Pos | Squadra     | Rosa |
| --- | ----------- | --- |
|     | Belgio      | Formazione: 3 Klinkenberg, 5 Heyrman, 6 Brugman, 8 Ruysschaert, 9 I. van de Vyver, 10 van den Vonder, 11 van Nimmen, 13 Juwet, 14 Vleugels, 15 Lauwers, 16 Penders, 18 El Houssine, CT: J. van de Vyver |
|     | Stati Uniti | Formazione: 3 Cash, 4 Graff, 5 Hancock, 6 Hayes, 7 Higgins, 8 Kamp, 10 McMahon, 11 Mitchell, 12 Morales, 14 Okoro, 16 Simpson, 17 Teknipp, CT: Wilde                                                    |
|     | Perù        | Formazione: 1 Vásquez, 2 Uribe, 3 Herrada, 4 Acosta, 5 Baella, 6 Muñoz, 7 Sosa, 8 Olemar, 9 Camet, 10 Gonzáles, 11 Yllescas, 12 Chumacero, CT: Málaga                                                   |
| 4.  | Giappone    | Formazione: 1 Onuma, 2 Inoue, 3 Ichikawa, 4 Fukami, 5 Kageyama, 6 Akashi, 7 Karaki, 8 Mori, 9 Ogonuki, 10 Tokiwa, 11 Imakado, 12 Koizumi, CT: Uehara                                                    |
| 5.  | Egitto      | Formazione: 2 El Mohands, 3 Wahdan, 4 Abdellah, 5 Fahmy, 8 Ahmed, 9 Mahmoud, 10 Hassan, 12 Hussein, 13 Seifelnasr, 15 Sobhi, 16 Ahmed, 17 Radwan, CT: Badrawi                                           |
| 6.  | Singapore   | Formazione: 1 Lim, 2 Tan, 3 Peng, 4 Tay, 5 Yeo, 6 Chia, 7 Loh, 8 Chew, 9 Chan, 10 Ang, 11 Ng, 12 Seah, 16 Chiang, CT: Low                                                                               |